# التربة الجالقية
التربة الجالقية أو التربة اللحقية (أو التربة الغالسيّة – بالفرنسية: sols alluviaux) هي نوع من التربة تتكوَّن نتيجة ترسّب المواد المحمولة بواسطة المياه، خصوصًا في المناطق القريبة من الأنهار أو المجاري المائية. يعود اسم "جالقية" أو "غالسيّة" إلى كلمة alluvium اللاتينية التي تعني "الترسيب الناتج عن الماء".

## خصائص التربة الجالقية

### تكوّنها
- ناتجة عن تراكم الرواسب التي تجرفها المياه، مثل الطمي والرمل والطين.
- توجد غالبًا في المناطق السهلية المنخفضة، خاصة بالقرب من الأنهار.

### خصوبتها
- تعتبر من أكثر أنواع الترب خصوبة بسبب غناها بالمواد العضوية والمعادن.
- تُستخدم بكثرة في الزراعة، وخاصة زراعة الحبوب والخضروات.

### قوامها
- قد تكون خفيفة إلى متوسطة القوام (حسب نسبة الرمل والطين).
- تتميز بقدرة جيدة على الاحتفاظ بالماء وفي نفس الوقت تصريفه بشكل مناسب.

### الأماكن التي تتواجد فيها
- سهول الأنهار (مثل دلتا النيل، دجلة والفرات، نهر الأمازون، إلخ).
- مناطق الفيضان التي تتجدد فيها الرواسب بشكل دوري.

## استخداماتها
- الزراعة (بفضل خصوبتها).
- في بعض الأحيان تُستخدم كمصدر للرمل والطمي في البناء أو تحسين أنواع أخرى من الترب.[5]